# Philotheca verrucosa
Philotheca verrucosa là một loài thực vật có hoa trong họ Cửu lý hương. Loài này được A.Rich. mô tả khoa học đầu tiên năm 1833.

## Hình ảnh

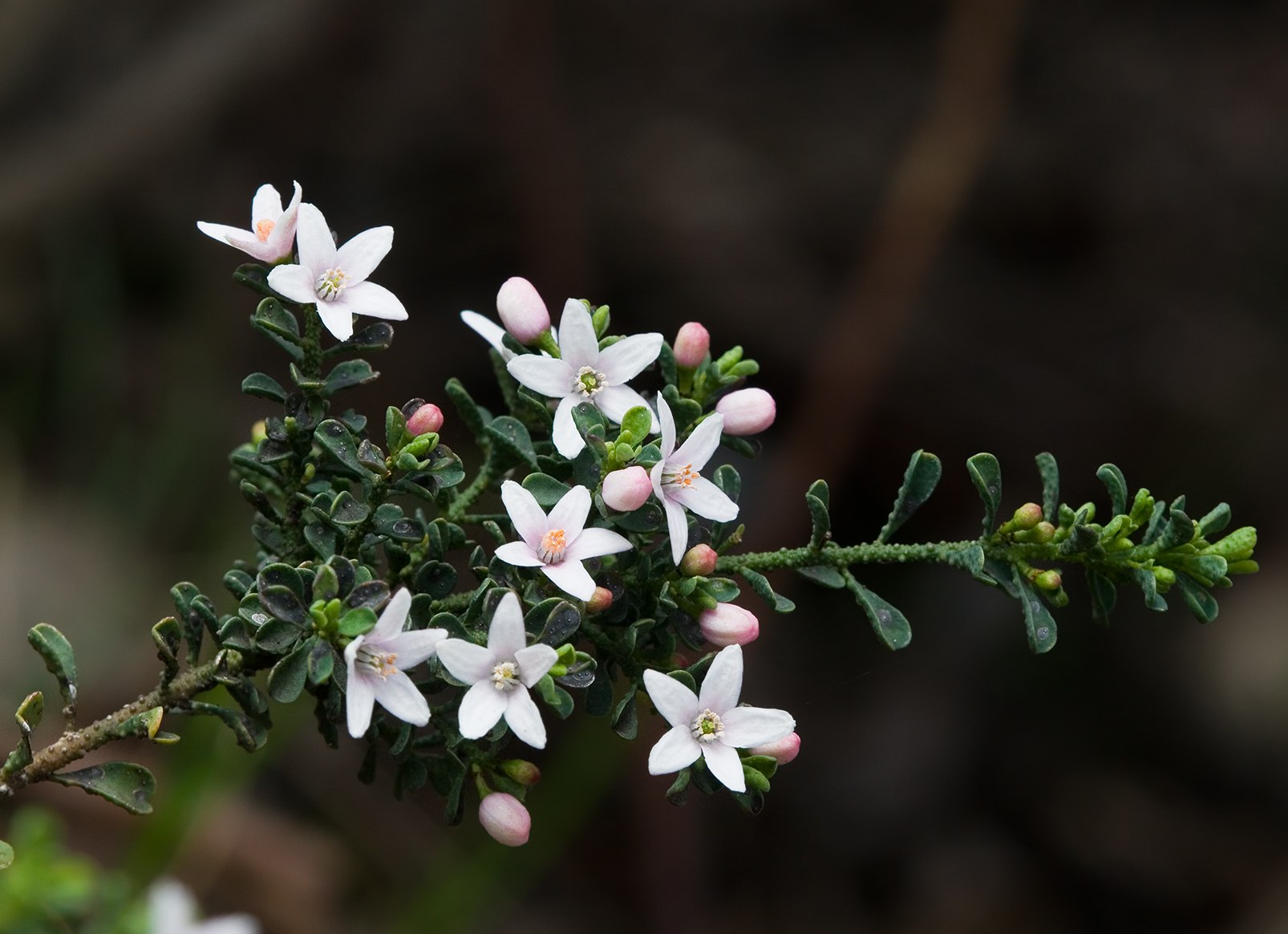